# Исмаил (деревня)
 Исмаил  — деревня в Мари-Турекском районе Республики Марий Эл. Входит в состав Марийского сельского поселения.

## География
Находится в восточной части республики Марий Эл на расстоянии приблизительно 35 км по прямой на юго-восток от районного центра посёлка Мари-Турек.

## История
Основана в 1925 году переселенцами из деревни Большой Исмаил из Татарстана. В 1929 году в деревне насчитывалось 15 хозяйств. В 1943 году в деревне насчитывалось 34 двора, в которых проживал 81 житель. В 1959 году в деревне было 139 жителей, в 1970 году — 137, а в 1979 году — 99 человек. В 2000 году в ней насчитывалось 27 хозяйств. Работали колхозы имени Ворошилова и «Коммунар», совхоз «За мир».

## Население
Население составляло 95 человек (татары 99 %) в 2002 году, 73 в 2010.